# Денисов, Николай Андреевич
Николай Андреевич Денисов — советский хозяйственный и государственный деятель, лауреат Государственной премии СССР за выдающиеся достижения в труде.

## Биография
Родился в 1930 году в семье рабочего. Член КПСС.
В 1948—1990 годах — строитель-монтажник, бригадир комплексных бригад на строительстве промышленных объектов в Курской и Белгородской областях, бригадир комплексной бригады строительного управления «Цемстрой» треста Осколстрой Министерства строительства предприятий тяжелой индустрии СССР.
Заслуженный строитель РСФСР (1977).
За внедрение годовых планов загрузки бригад и поточных методов строительства был в составе коллектива удостоен Государственной премии СССР за выдающиеся достижения в труде 1980 года.
Жил в Старом Осколе.

## Награды
- Орден Ленина
- Орден Октябрьской Революции
- Орден Трудового Красного Знамени